# Michael Townley
Michael Townley (ur. 9 grudnia 1942) – Amerykanin, działacz partii Patria y Libertad (Ojczyzna i Wolność), pracował najpierw dla amerykańskiej CIA, później dla chilijskiej DINA, tajnej policji junty Augusto Pinocheta, gdzie zajmował się też preparowaniem trucizn.
Townley uczestniczył w operacji Kondor. Na rozkaz szefa DINA Manuela Contrerasa zaplanował morderstwo generała Carlosa Pratsa w Buenos Aires w 1974, próbował zabić w Rzymie byłego wiceprezydenta Chile Bernardo Leightona i jego żonę oraz podłożył bombę pod samochodem chilijskiego ambasadora Orlando Leteliera w Waszyngtonie w 1976. Osądzony w USA za zabójstwo Leteliera, odsiedział 5 lat i dwa miesiące, a następnie wyszedł na wolność i został objęty programem ochrony świadków.
Ostatnio pojawił się trop wskazujący, że Michael Townley (Dr Price) mógł wstrzyknąć w roku 1973 będącemu w szpitalu Pablowi Nerudzie środek, po którym noblista zmarł. Nie była to zwykła trucizna, bo takiej nie wykryto w roku 2013 w trakcie przeprowadzonych przez międzynarodowych ekspertów badań toksykologicznych.